# Prvosenka bezlodyžná
Prvosenka bezlodyžná (Primula vulgaris) je vytrvalá, 5–10 cm vysoká bylina. Listy, 5–25 cm dlouhé a 2–6 cm široký, uspořádané v přízemní růžici jsou měkké, svrasklé, podvinuté, čepel podlouhle obvejčitá, k bázi zúžená v řapík, nepravidelně zubatá. Květy jednotlivé na 5 až 10 cm vysokých stopkách vyrůstající z listové růžice, bílé, žluté nebo červené. Kvete brzy na jaře (březen až duben), jedna z prvních jarních květin ve většině Evropy. Původem je v západní a jižní Evropě.
Prvosence bezlodyžné se daří na polostinném až slunném stanovišti, půda by měla být těžší, humózní, vlhčí. Množí se dělením, řízky nebo semeny.

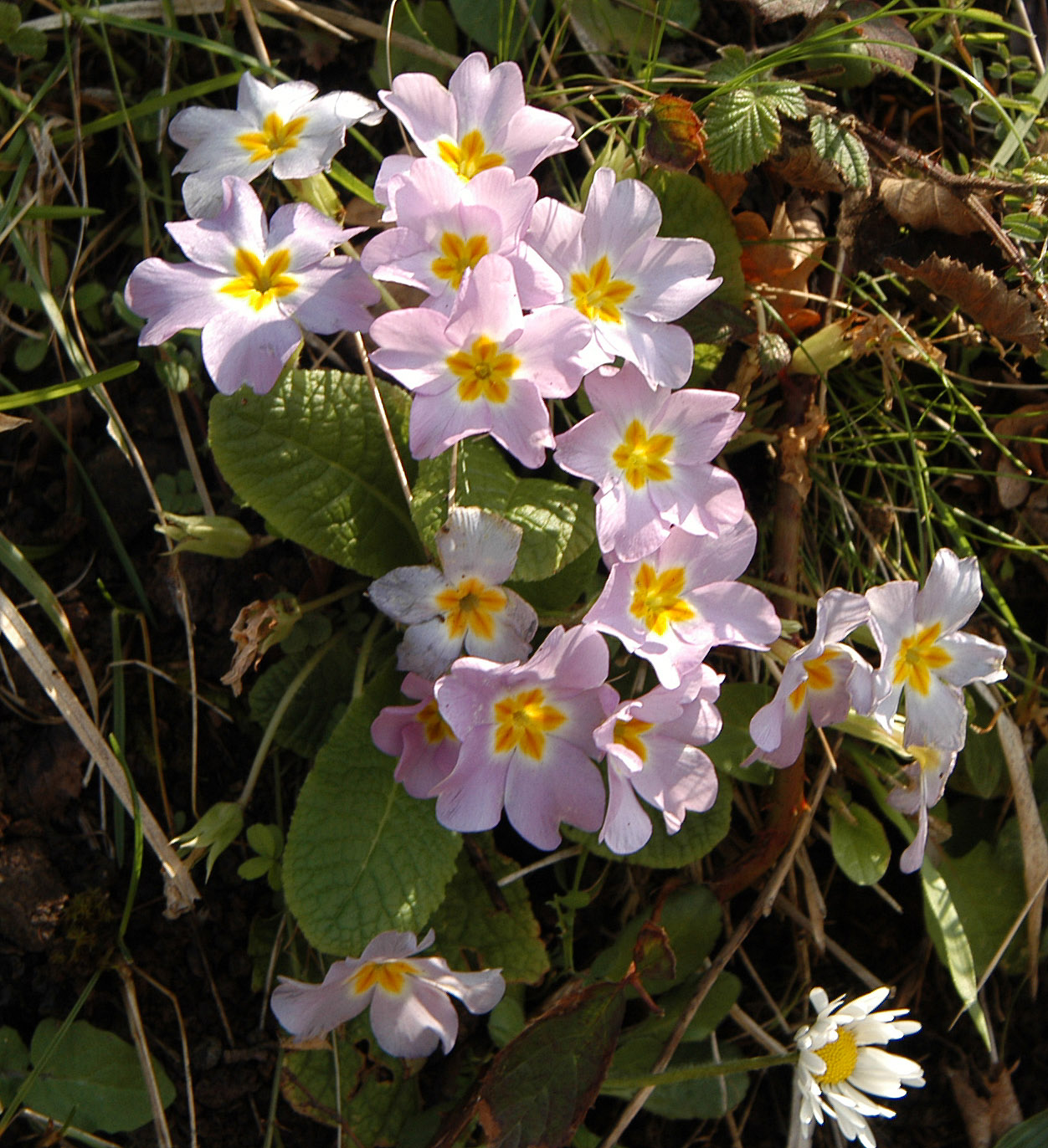
Primula vulgaris subsp. sibthorpii

## Poddruhy
- Primula vulgaris subsp. vulgaris Huds. – žluté květy (jižní a západní Evropa)
- Primula vulgaris subsp. balearica (Willk.) W.W.Sm. & Forrest – bílé květy (Baleáry – endemit)
- Primula vulgaris subsp. sibthorpii (Hoffmanns.) W.W.Sm. & Forrest. Balkans – květy růžové, červené či fialové (jihozápadní Asie)